# タマサイ
| アイヌの首飾りタマサイ（左）とシトキ付きタマサイ（右）  |  | アイヌの首飾りタマサイ（左）とシトキ付きタマサイ（右） |
| アイヌの首飾り タマサイ（左）とシトキ付きタマサイ（右） |  |                                                        |

タマサイ（アイヌ語: tamasay）とは、ガラス玉（アイヌ玉）を主としたアイヌの首飾りのこと。タマサイの語義は「玉を連ねたもの」である。タマサイにはシトキと呼ばれる大きな円盤形の飾り板を付けるものもある。
交易を生業としたアイヌの物質文化を象徴するもののひとつにガラス玉がある。ガラス玉は水色の青玉のイメージが強く、近代のタマサイでは1つの玉の直径が2センチメートルを超える大玉をもつものも少なくない。ガラス玉は交易でアイヌ社会にもたらされたものだが、その他にも銭や刀の装飾など異文化の産品を転用して作られるのがタマサイの特徴である。
タマサイは裕福さの象徴であり、呪術的な力をもつ護符であった。また、タマサイは女性の盛装時や儀式に使用され、特にシトキ付きタマサイは重要なイオマンテなどの宗教的儀式に用いられた。

## 概要

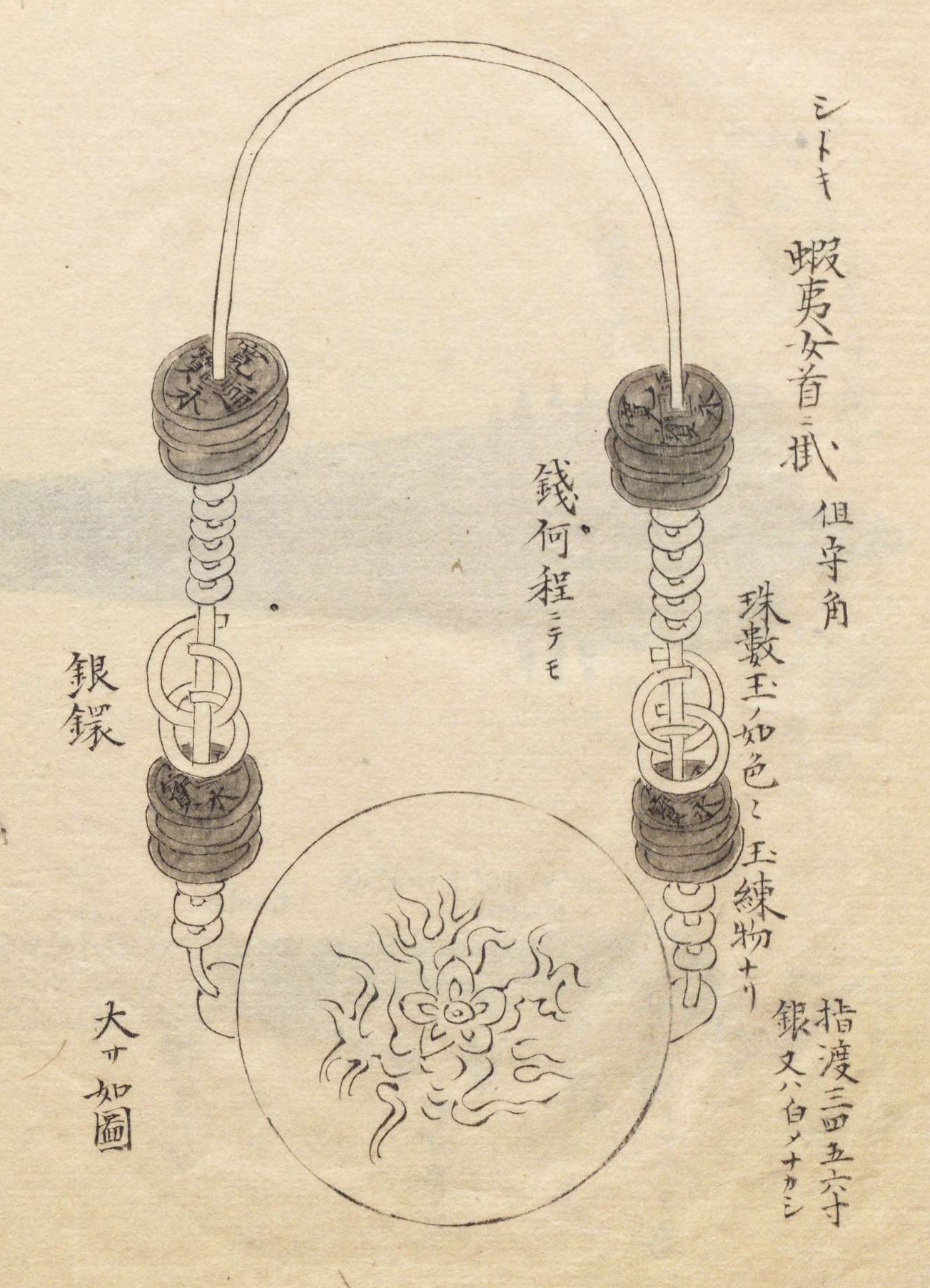
『蝦夷志』に描かれたシトキ付きタマサイ

タマサイに用いられる玉には、ガラス玉や金属玉・石製玉・七宝玉のほか、銭・筒状金属製品・刀装具・鈴・鈕などがある。またシトキに用いられるのは、鏡・鍔・釘隠し・襖の引手金具・提灯の蓋・漆塗りに蓋などがある。
北海道でガラス玉が生産されるのは近代になってからで、ガラス玉も含めて素材の多くは道内で生産されたものではなく周辺地域から交易で持ち込まれたものを流用したものであった。中世アイヌ文化期からは北方交易による大陸産ガラス玉であったが、江戸末期から明治前半期には江戸・東京で作られたものが使われた。
アイヌは、丸玉をシカリタマ、扁平な玉をカプケタマ、縦長のものをピードリー、角ばったものをワッチレエタマなどと形状によって呼び分けた。また玉を用いる部位によっても名称が異なり、シトキに近いものからサパネタマ（親玉・頭玉）、ペンラムタマ（胸玉）など人体に因んだ呼び名が付けられていた。玉のつなぎ方も多様で、二重三重に並列して連なったものや、大小2つのシトキを付けたもの、シトキ面に珠を綴るものなどもある。
タマサイの用いられ方は時代や地方によっても異なる可能性があるが、基本的には女性が盛装する際に身に着ける装身具であり、特にシトキ付きタマサイを身に着けるのは首長層の妻や娘の可能性が高いと考えられている。平取町に伝わったウエペケㇾでは、タマサイは夫から妻へプレゼントされる宝物として描かれ、これを贈った男性の経済的なステータスシンボルとして機能したと考えられる。この他にタマサイが代々女性に相続される例や、男女かかわらず墓に副葬される例、イオマンテの際にクマの首にタマサイを掛ける例も確認されている。

## 歴史

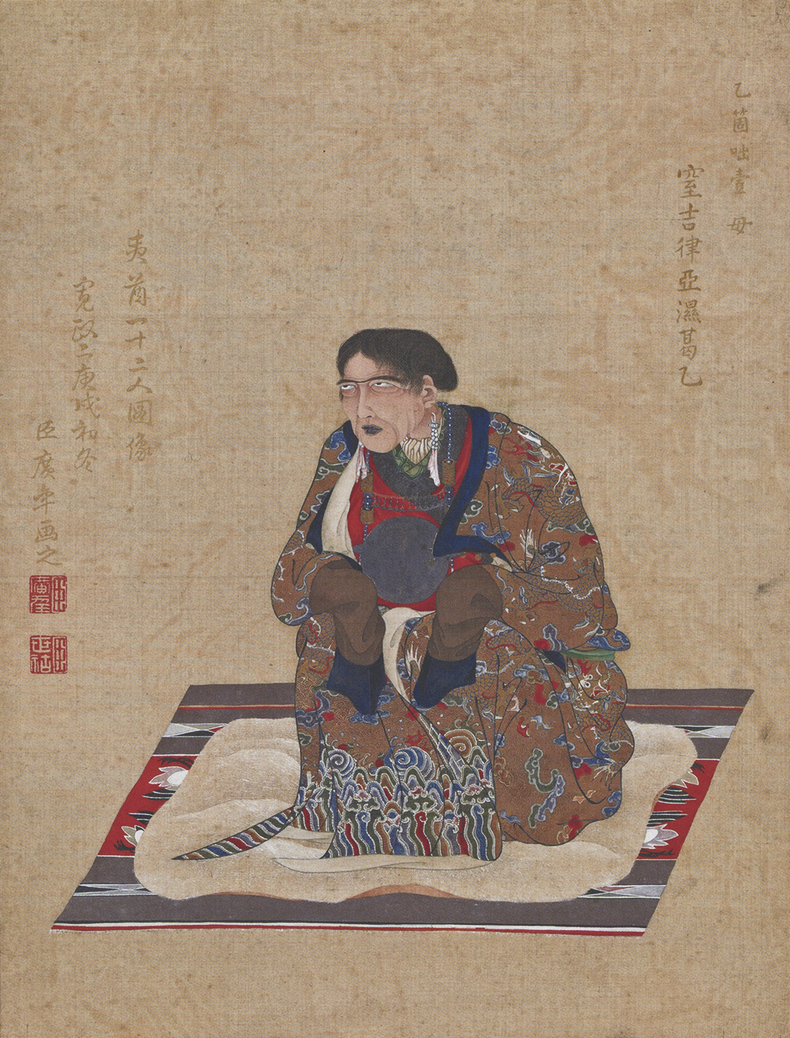
『夷酋列像』のうちチキリアシカイ像
タマサイは青色のガラス玉に銭を組み合わせ、中央に大きなシトキをもつ。
彼女は18世紀終わり、寛政年間ころの、東蝦夷地・アッケシ(厚岸)の長・イコトイの母である

日本列島に人類が到達した旧石器時代以来、各地で様々な素材を用いた首飾りが使われていた。縄文時代にはヒスイや黒曜石、コハクが用いられ、古代になるとメノウなどを用いた勾玉が生産された。先史時代ではこうしたビーズを用いた首飾りは社会的階層を象徴するシンボルであったと考えられる。しかし、飛鳥時代に至り本州で律令制に基づく統治制度が敷かれると服装も大陸に倣うようになり、数珠などの祭祀用を除く装身具を身に着ける文化が失われていった。いっぽうで律令国家の影響を受けなかった北海道では、引き続き首飾りなどの装身具を身に着ける風習が継続し、15世紀ごろにタマサイが成立したと考えられる。

### 前史
北海道におけるビーズの出現は、旧石器時代の最終氷期最寒冷期（2.6万から1.9万年前）まで遡る。これらの素材はコハクやかんらん岩だが、大陸で利用されていた卵殻・骨・牙・貝などの有機質素材も利用された可能性がある。
縄文時代になると貝製ビーズが流通するようになった。特に大量に貝製品が出土する縄文時代中期の礼文町船泊遺跡や、続縄文時代前半期の伊達市有珠モシリ遺跡には生産拠点があったと考えられる。素材となった貝は遺跡周辺で採取可能なものが多いが、少数ながら沖縄など南海産の貝も発見されている。
貝製ビーズと入れ替わるように流通するようになるのがコハク製ビーズである。コハク製ビーズは札幌市N30遺跡などでまとまった数が出土しており、縄文時代晩期にはコハクの原産地から安定して流通するルートが確保されたと考えられるが、続縄文時代後半期には利用されなくなった。またコハク製ビーズが多く出土するのは北海道中央部以東であるのに対し、同時期の中央部以西では本州産の碧玉製管玉が流通した。
道内でも石狩低地帯に集中して出土するのがヒスイ製ビーズである。時期は縄文時代の後期中葉から晩期初頭に偏在し、原産地である糸魚川流域と限定的な交易ルートがあったと考えられている。ヒスイ製ビーズが流通しなくなると、代わって緑泥石や滑石を素材とした在地産緑色系岩石ビーズが流通した。
これらのビーズは、墳墓の埋葬状態から首飾りや手首・足首・腰にも装着していたと考えられている。

### ガラス玉の登場
本州でガラス玉（ガラス製ビーズ）が大陸から伝わったのは弥生時代前期末から中期初頭にかけてで、古墳時代には本州全土で流通するようになった。道内でも同時期の続縄文時代中頃にガラス玉が流入するが、その成分や製作技法は本州の変遷と似ていることから本州からガラス玉が流入したと考えられている。しかし本州で飛鳥時代から奈良時代にかけて装身具が用いられなくなると、道内の続縄文時代後葉から擦文時代前半におけるガラスの流入も乏しくなる。
いっぽうで道東のオホーツク文化圏では大陸産と考えられるガラス玉がわずかに出土している。しかし、この頃のガラス玉は数が少なく、出土状況から額飾帯（鉢巻）に縫い付けられたものだと考えられる。

### タマサイ・シトキの成立
再びガラス玉が流通するようになるのは擦文時代後半期である。擦文時代後半から中世アイヌ文化期で用いられたガラス玉は中世ガラスと呼ばれるもので、理化学的な分析によって大陸産カリ石灰ガラスと、本州産カリ鉛ガラスが流入したと考えられている。13世紀から14世紀ごろの根室市穂香竪穴群で出土した59点の玉類は、本州の刀装具の七つ金と共伴しており、玉と金属製品が組み合わされた初期例として注目されている。
14世紀から15世紀になると、ガラス玉は大陸産カリ石灰ガラスが多くなるが、これらは山丹交易によって流入したと考えられる。大陸産ガラス玉の流通量が増えたことをきっかけに、15世紀ごろまでにガラス玉と古銭・七つ金・刀装具・耳飾り・コイル状鉄製品などと組み合わせたタマサイが確立したと考えられる。15世紀頃のガラス玉は形状や色調も多彩で、丸玉・平玉のほか、滴玉・瓢箪玉・トンボ玉・みかん玉・切子玉・管玉などがみられる。
同じ頃にシトキと考えられる鍔状金属製品や鏡が出土しているが、玉を伴わない出土例もある。また『蝦夷談筆記』（1710年）には「袈裟状のシトキ」の目撃例もあり、タマサイと組み合わされないシトキも存在した可能性がある。15世紀までのシトキは何らかの金属製品を流用したものであったが、16世紀になると明らかにシトキ用に製作された金属装飾が使用されるようになる。

### 近世アイヌ文化期以降
近世アイヌ文化期では副葬品としてガラス玉の出土量が増える。青色のガラス玉が用いられるようになるのは16世紀から17世紀と考えられる。17世紀までのガラス玉は径が1センチメートル以下の小玉が多かったが、17世紀以降は1センチメートル以上2センチメートル未満の中玉が多くなってくる。また銭の使用も17世紀まで多く見られる。18世紀頃からはガラス玉が透明性のない空色のものが多くなる。
19世紀に至ると、幕府が山丹交易を管理するようになり、代わって本州産のガラス玉がアイヌ社会にもたらされ、洗練化と様式化が進んだ。これ以降にガラス玉の大型化が顕著になる。こうした本州産ガラス玉は、アイヌとの交易用に生産された可能性が高い。また製作が近代に近い伝世品のタマサイでは、銭の使用頻度が減る傾向がある。ガラス玉は黒色系が増えて青色系よりもやや多く、とんぼ玉も増える。
いっぽうで18世紀ごろから和人社会で北方への関心が高まると、タマサイなどのアイヌ工芸品がお土産品などとして本州に持ち込まれるようになる。首飾りを用いない和人はタマサイを解いて、ガラス玉を根付・数珠・風鎮などに流用した。
明治末から大正時代にかけて、アイヌ観光が隆盛すると豪華なタマサイが制作された。現在まで伝世されているタマサイの多くはこの頃のものだと考えられている。しかしタマサイは、同化政策によりアイヌの伝統儀礼が行われなくなる過程で衰退していった。
1970年代からアイヌ文化復興の機運のなかでアイヌの儀礼が再び行われるようになると、アイヌの伝統的な装束が制作されるようになり、2010年代にはタマサイ創りのプロジェクトも立ち上がっている。